# Helicopsyche tribulationa
Helicopsyche tribulationa là một loài Trichoptera trong họ Helicopsychidae. Chúng phân bố ở miền Australasia.